# Johann van den Berge
Johann van den Berge (* 14. Jahrhundert; † um 1409 in Aachen) war Schöffe und Bürgermeister der Reichsstadt Aachen.

## Leben und Wirken
Nachdem Johann van den Berge um 1388 in den Schöffenstuhl aufgenommen worden war, wurde er 1391 erstmals zum Bürgermeister der Freien Reichsstadt gewählt. Im Jahr 1394 ernannte ihn die Stadt zum Rentmeister und wählte ihn 1398 erneut zum Bürgermeister.
Danach trat van den Berge mehrfach als Gesandter der Stadt Aachen bei wichtigen Konsultationen in Erscheinung. Unter anderem war er 1407 gemeinsam mit dem Bürgermeister Konrad von dem Eichhorn und dem abgestandenen Bürgermeister Johann Bertolf Delegationsleiter bei den Verhandlungen mit den kaiserlichen Räten über die geplante Wiederholung der Krönungszeremonien von König Ruprecht. Diesem hatte man 1401 die offizielle Krönung in Aachen untersagt, weil man mit der Absetzung seines Vorgängers Wenzel von Luxemburg nicht einverstanden war. Die Königskrönung Ruprechts fand daraufhin in Köln und ohne Übergabe der Reichsinsignien statt. König Ruprecht belegte Aachen daraufhin mit einer mehrjährigen Reichsacht, nach deren Ende die Krönung im Jahr 1407 in traditioneller Weise in Aachen wiederholt werden sollte. Nach langen Verhandlungen einigte man sich schließlich darauf, dass die Stadt Aachen einen Geldbetrag von 8000 Gulden in zwei Raten als Beitrag zu den traditionellen Krönungsfeierlichkeiten zu zahlen habe. Am 14. August 1407 gelang es van den Berge zusammen mit dem amtierenden Bürgermeister Hermann Dürtzant noch, die vereinbarten Ratentermine neu zu verhandeln und zu strecken.